# Rzymskie święta

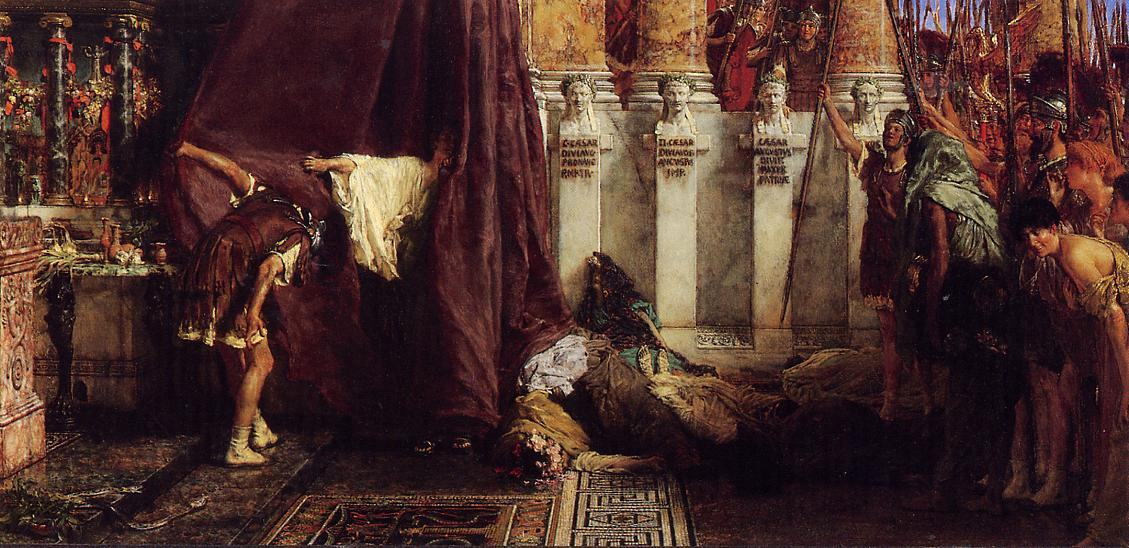
Saturnalia (Lawrence Alma-Tadema, Akron Art Museum United States).

Rzymskie święta – święta w starożytnym Rzymie związane przede wszystkim z uroczystościami religijnymi podczas których odbywały się uczty, zawody, przedstawienia. Najważniejsze z nich to Saturnalia, Consualia oraz Luperkalia.

## Styczeń
- początek stycznia – Compitalia
- 1 stycznia
  - Kalendy styczniowe (zaprzysiężenie nowych konsulów, którzy składali Jowiszowi ofiarę z byka w podziękowaniu za poprzedni rok)
  - święto Veiovisa (również 21 maja)
  - święto Eskulapa
- 5 stycznia – Rex Sacrorum ogłaszał dni świąteczne w styczniu
- 9 stycznia – Agonalia (również: 17 marca, 21 maja i 11 grudnia)
- 11 stycznia – Święto Juturny
- 11–15 stycznia – Carmentalia
- 16 stycznia – Concordiae
- 27 stycznia – rocznica budowy pierwszej świątyni Kastora i Polluksa na Forum Romanum, która była wotum dziękczynnym za zwycięstwo nad Latynami nad jeziorem Regillus. Kiedy szala zwycięstwa na stronę wroga pojawiło się dwóch młodzieńców na białych rumakach, którzy ruszyli na przeciwnika, a po chwili Rzymianie ruszyli do kontrataku, a młodzieńcy zniknęli. Pojawili się u źródeł Juturny pojąc konie i głosząc zwycięstwo, podczas gdy bitwa jeszcze trwała.

## Luty
- 2 lutego – Paganalia
- 9 lutego – Święto Apolla
- 12 lutego – Święto Diany (również 13 sierpnia)
- 13–21 lutego – Parentalia
- 15 lutego – Luperkalia
- 17 lutego – Quirinalia
- 18 lutego – Święto Tacita
- 21 lutego – Feralia
- 22 lutego – Caristia
- 23 lutego – Terminalia
- 24 lutego – Regifugium
- 27 lutego – Equirria (również 14 marca)

## Marzec
- 1 marca
  - początek nowego roku
  - ponowne rozpalenie ognia w świątyni Westy
  - Matronalia
- 14 marca – Equirria (również 27 lutego)
- 15 marca – Anna Perenna
- 16 marca – święto Jowisza i Marsa
- 17 marca
  - Agonalia (również 9 stycznia, 21 maja i 11 grudnia)
  - Liberalia
- 19–23 marca – Quinquatrus
- 23 marca – Tubilustrium (również 23 maja)
- 31 marca – święto bogini Luny tożsamej z Dianą

## Kwiecień
- 1 kwietnia – Veneralia (połączone często z dniem ku czci Fortuny Virilis [5 kwietnia] i Ceraliami)
- 4–14 kwietnia – Ludi Megalenses i Megalesia
- 10–19 kwietnia – Cerealia (Święto Ceres, również 18 listopada)
- 12-19 kwietnia – Cerealia
- 13 kwietnia
  - Idy kwietniowe
  - święto Jowisza
- 15 kwietnia – Fordicidia
- 21 kwietnia – Parilia
- 23–28 kwietnia – Vinalia
- 25 kwietnia – Robigalia
- 27 kwietnia–2 maja – Floralia

## Maj
- 1 maja
  - Bona Dea (również początek grudnia)
  - Laribius (również 15 maja)
- 9, 11 i 13 maja – Lemuralia (Lemuria)
- 14 maja – Argeis
- 15 maja – Merkuralia (Święto Merkurego)
- 21 maja
  - Święto Veiovisa w ramach Agonalii (również 1 stycznia, razem z Eskulapem)
  - Agonalia (również: 9 stycznia, 17 marca i 11 grudnia)
- 23 maja – Tubilustrium (również 23 marca)
- 25 maja – Święto Fortuny
- 29 maja – Ambarvalia

## Czerwiec
- 1 czerwca
  - Święto Junony (również 7 lipca, jako Nonae Caprotinae)
  - Święto Marsa
  - Tempestatibus
  - Dzień Carny
- 3 czerwca – Święto Bellony
- 4 czerwca – Święto Herkulesa (również 29 czerwca)
- 5 czerwca – Święto Sancusa
- 7 czerwca – Święto Tiberinusa
- 8 czerwca – Święto Mens Bony
- 9 czerwca – Vestalia
- 11 czerwca – Matralia (Święto Mater Matuty)
- 13–15 czerwca – Quinquadratus
- 19 czerwca – Święto Minerwy (również 29 listopada)
- 20 czerwca – Święto Summanusa
- 24 czerwca – Fors Fortuna
- 25–26 czerwca – Ludi Quinquennales
- 27 czerwca – Jupiter Stator
- 29 czerwca – Święto Herkulesa (również 4 czerwca) i Muz

## Lipiec
- 5 lipca – Poplifugia
- 6–13 lipca – Ludi Apollinares
- 7 lipca – Nonae Caprotinae (Święto Junony, również 1 czerwca)
- 23 lipca – Neptunalia
- 25 lipca – Furinalia (Święto Furriny)

## Sierpień
- 12 sierpnia – Święto Herkulesa
- 13 sierpnia
  - Nemoralia (Święto Diany, również 12 lutego)
  - Vertumnalia (Święto boga Vertumnusa i bogini Pomony)
- 17 sierpnia – Portunalia
- 21 sierpnia – Consualia
- 25 sierpnia – Opiconsivia (Święto Ops Consivii)
- 27 sierpnia – Volturnalia

## Wrzesień
- 13 września
  - Idy wrześniowe
  - Święto Jowisza Kapitolińskiego, Junony i Minerwy
- 5–19 września – Ludi Romani
- 26 września – święto ku czci Venus Genetrix (Wenus rodzicielki)

## Październik
- 9 października – Święto ku czci Venus Victrix (Wenus Zwycięskiej)
- 11 października – Meditrinalia
- 13 października – Fontinalia
- 15 października
  - Idy październikowe
  - święto Marsa
- 19 października – Armilustrium

## Listopad
- 4–17 listopada – Ludi Plebeii
- 13 listopada
  - Idy listopadowe
  - Festiwal Jowisza
- 18 listopada – Święto Ceres (również 10–19 kwietnia, jako Cerealia)
- 29 listopada – Święto Minerwy, Święto tkaczy (również 19 czerwca)

## Grudzień
- początek grudnia – święto Bona Dea (również 1 maja)
- 5 grudnia – Faunalia
- 11 grudnia – Agonalia (również 9 stycznia, 17 marca i 21 maja)
- 15 grudnia – Consualia
- 17–23 grudnia – Saturnalia
- 23 grudnia – Larentalia